# Отрюш (коммуна)
Отрю́ш (фр. Autruche) — коммуна во Франции, находится в регионе Шампань — Арденны. Департамент коммуны — Арденны. Входит в состав кантона Ле-Шен. Округ коммуны — Вузье.
Код INSEE коммуны — 08035.
Коммуна расположена приблизительно в 200 км к востоку от Парижа, в 70 км северо-восточнее Шалон-ан-Шампани, в 38 км к югу от Шарлевиль-Мезьера.

## Население
Население коммуны на 2008 год составляло 56 человек.
| 1962 | 1968 | 1975 | 1982 | 1990 | 1999 | 2008 |
| ---- | ---- | ---- | ---- | ---- | ---- | ---- |
| 89   | 101  | 87   | 71   | 48   | 44   | 56   |

## Экономика
В 2007 году среди 25 человек в трудоспособном возрасте (15—64 лет) 19 были экономически активными, 6 — неактивными (показатель активности — 76,0 %, в 1999 году было 69,6 %). Из 19 активных работали 19 человек (11 мужчин и 8 женщин), безработных не было. Среди 6 неактивных 1 человек был учеником или студентом, 3 — пенсионерами, 2 были неактивными по другим причинам.

## Достопримечательности
- Церковь Св. Николая[фр.] (XVI век). Исторический памятник с 1980 года.[3]

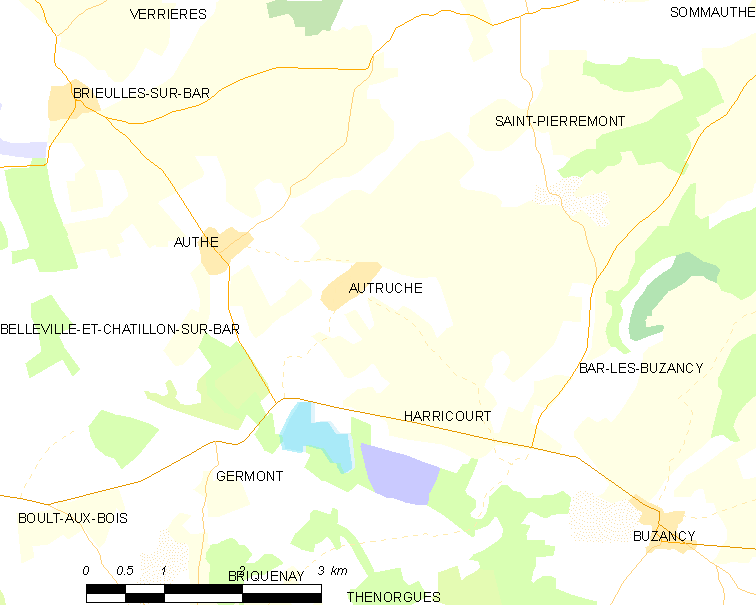
Карта коммуны